# Hildegard Schrader
Pour les articles homonymes, voir Schrader.
Hildegard «Hilde» Schrader, née le 4 janvier 1910 à Staßfurt et morte le 26 mars 1966 à Magdebourg, est une nageuse allemande, spécialiste des courses de brasse.

## Carrière
Hilde Schrader remporte le titre sur 200 mètres brasse aux championnats d'Europe de natation 1927.
Lors des Jeux olympiques d'été de 1928 à Amsterdam, elle obtient la médaille d'or sur 200 mètres brasse.